# Pierrick Capelle
Pierrick Capelle (* 15. April 1987 in Lesquin) ist ein französischer Fußballspieler, der aktuell beim SCO Angers spielt.

## Karriere

### Bis 2012: Anfänge in 3. und 4. Liga
Capelle begann seine fußballerische Karriere bei der AS Saint-Ouen-L’Aumône, wo er bis 2007 unter Vertrag stand. In jenem Jahr wechselte er zu Stade Héninois. Nach einem Jahr dort unterschrieb er beim CS Avion, wo er am 7. August 2010 (1. Spieltag) debütierte. Seine Torpremiere gab er beim Spiel darauf (2. Spieltag), als er seinem Team mit zwei Tore den 2:0-Sieg gegen Drancy bescherte. Insgesamt lief er für Avion 28 Mal in der National 2 auf, wobei er acht Treffer erzielen konnte. Im Sommer 2011 wechselte er zur US Quevilly in die National, wo er am 5. August 2011 (1. Spieltag) debütierte. Sein erstes Tor schoss er zwei Wochen darauf (3. Spieltag), als er den 1:0-Siegtreffer gegen die AS Beauvais schoss. Außerdem kam er mit Quevilly überraschend bis ins Pokalfinale der Coupe de France. Wettbewerbsübergreifend schoss er in 42 Spielen sieben Tore.

### 2012–2015: Zeit bei Clermont Foot
Daraufhin wechselte Capelle ablösefrei in die Ligue 2 zu Clermont Foot. Am 27. Juli 2012 (1. Spieltag) gab er sein Debüt gegen Chamois Niort (1:1). Sein erstes Tor für den Verein aus Clermont-Ferrand erzielte er am 2:2 gegen RC Lens. In der kompletten Saison spielte er insgesamt 37 Mal und konnte fünf Tore erzielen. In der Saison 2013/14 erlitt er einen Kreuzbandriss und spielte nur sieben Ligaspiele. Rechtzeitig zu Spielzeit 2014/15 wurde er wieder gesund und lief anschließend 33 Mal auf, wobei er zweimal traf.

### Seit 2015: SCO Angers
Nach der Saison wechselte er zum SCO Angers, wo er einen Vier-Jahres-Vertrag unterschrieb. Am 8. August 2015 (1. Spieltag) debütierte er gegen den HSC Montpellier (2:0). Sein erstes Tor schoss er am 9. Januar 2016 (20. Spieltag) bei einem 2:0-Sieg über den SM Caen. Auch in den nächsten beiden Spielen erzielte er ein Tor und spielte insgesamt 28 Mal in der Ligue 1. In der Folgesaison spielte er 32 Mal in der Liga, wobei er zweimal traf. Mit Angers erreichte er in jener Saison außerdem das Finale der Coupe de France, wo man gegen Paris Saint-Germain verlor. In der Saison 2017/18 lief er 28 Mal auf, wobei er zwei Tore traf. In der Saison darauf spielte er 26 Mal und traf einmal mehr. In der Spielzeit 2019/20 lief er wettbewerbsübergreifend 27 Mal, wobei er drei Tore erzielte. Auch in der Saison 2020/21 war er Stammspieler und spielte 39 Spiel, wobei er dreimal traf. Nach der Saison verlängerte er seinen Vertrag um ein weiteres Jahr, bis zum Ende der Saison 2021/22.

## Erfolge
- Zweiter der Coupe de France: 2017